# Étienne Nicolas Blondeau
Pour les articles homonymes, voir Blondeau.
Étienne Nicolas Blondeau, probablement né en 1723 et mort le 11 octobre 1783, était un ingénieur maritime.

## Biographie
D'abord ingénieur sur les ports de Calais et du Havre, Étienne Nicolas Blondeau est nommé professeur royal de mathématiques et d'hydrographie à l'école de la marine de Brest, ingénieur chargé des ouvrages du port de cette même ville à partir de 1782. Il était célèbre pour les instruments de navigation qu’il avait conçus. Il était membre de la société royale patriotique de Stockholm, de la société des sciences et belles-lettres de Göteborg et de la société académique de Cherbourg.
Il est l'un des membres les plus actifs de l’Académie de marine, dont il est sous-secrétaire. C'est dans ce cadre qu'il publia en 1772 et 1773 le premier almanach nautique en langue française, inspiré de publications anglaises. Il travailla également à l'amélioration de la fiabilité des boussoles destinées à la navigation, recherches publiées dans les Mémoires de l'académie royale de marine. Dès 1775, il initia un projet de Journal de marine, et obtint le soutien de ses collègues de l'Académie pour obtenir l'accord du ministre. Ce Journal de marine ou bibliothèque raisonnée de la science navigateur fut publié de 1778 à 1783 à Brest, chez R. Malassis, imprimeur ordinaire de la Marine. Il participa enfin au tome Marine de l'Encyclopédie méthodique, fournissant le plan du premier volume, qui fut publié en 1783 par Honoré Sébastien Vial de Clairbois, car Blondeau était décédé avant sa parution
,.
Outre ses travaux d'ingénierie maritime, il conseilla Jean-François de Bourgoing et Louis Alexandre Marie de Musset, alors jeunes officiers en garnison à Brest, pour la rédaction de leur premier roman, la Correspondance d'un jeune militaire, publié en 1777.